# Apogon ishigakiensis
 Apogon ishigakiensis és una espècie de peix de la família dels apogònids i de l'ordre dels perciformes.

## Morfologia
Els mascles poden assolir els 6 cm de longitud total.

## Distribució geogràfica
Es troba des del Japó fins a les Filipines.